# Bia (distrikt)
Bia är ett distrikt i Ghana.   Det ligger i regionen Västra regionen, i den sydvästra delen av landet, 300 km väster om huvudstaden Accra.